# Stefan Muraeus Larsson
Stefan Muraeus Larsson, född omkring 1600, död 1675. Kyrkoherde i Kristinehamn. Han angavs i 1819 års psalmbok vara upphovsman till översättningen (1674) för ett verk, men diskussion har förts om att ersätta hans namn i 1937 års psalmbok med annan upphovsman, Andreas Canuti Brodinus. Muraeus står dock som översättare i 1:a-upplagan av 1937 års psalmbok.
Muraeus var hovpredikant hos Carl Carlsson Gyllenhielm och lät på dennes uppmaning ge ut en svensk översättning av Johann Arndts ”Sanna kristendom” 1647.

## Psalmer
- Jesus är mitt liv och hälsa (1819 nr 214, 1937 nr 121)